# Perrignier
Perrignier este o comună în departamentul Haute-Savoie din sud-estul Franței. În 2009 avea o populație de 1.585 de locuitori.

## Evoluția populației
| An        | 1975  | 1982  | 1990  | 1999  | 2006  | 2009  |
| --------- | ----- | ----- | ----- | ----- | ----- | ----- |
| Populație | 1.067 | 1.400 | 1.698 | 1.921 | 1.439 | 1.585 |